# Pterostichus vernalis
Pterostichus vernalis es una especie de escarabajo terrestre del género Pterostichus, categorizada en la tribu Pterostichini, de la subfamilia Harpalinae. Fue descrita por Panzer en 1796.

## Distribución
Se distribuye por Irlanda, Gran Bretaña, Dinamarca, Noruega, Suecia, Finlandia, Francia, Bélgica, Países Bajos, Alemania, Suiza, Austria, Chequia, Eslovaquia, Hungría, Polonia, Estonia, Letonia, Lituania, Bielorrusia, Ucrania, Portugal, España, Italia, Eslovenia, Croacia, Bosnia y Herzegovina, Macedonia del Norte, Grecia, Bulgaria, Rumania, Moldavia, Marruecos, Argelia, Turquía, Irán, Azores, Azerbaiyán, Kazajistán, Uzbekistán, Estados Unidos, Canadá y Rusia.